# Já, truchlivý bůh
Pour plus de détails, voir Fiche technique et Distribution.
Já, truchlivý bůh (littéralement en français Moi, le Dieu impitoyable), est un film tchécoslovaque, réalisé par Antonín Kachlík, sorti en 1969.
L'histoire se déroule à Brno. Elle s'inspire du recueil de nouvelles Risibles Amours de Milan Kundera. 

## Synopsis
Un coureur de jupons expérimenté, Adolf (Miloš Kopecký (cs)), est rejeté par la jeune Jana (Hana Lelitová). Il décide de se venger d'elle. Il lui présente son ami Apostolko (Pavel Landovský), qui se fait passer pour un chef d'orchestre grec, car la jeune fille souhaite intégrer l'opéra. Mais l'histoire prend une tournure inattendue.

## Fiche technique
- Titre original : Já, truchlivý bůh
- Réalisation :	Antonín Kachlík
- Assistant-réalisateur : Lilian Havlícková, Karel Kovár
- Scénario :  Antonín Kachlík, Milan Kundera
- Photographie : Vladimír Sommer
- Montage : Jaromír Janácek
- Musique : Vladimír Sommer
- Direction artistique :
- Décors : Milan Nejedlý
- Costumes : Jindriska Hirschová, Eliska Hofová
- Son : Emil Poledník
- Producteur :
- Producteur exécutif :
- Société de production : Filmové studio Barrandov
- Société de distribution : Ústrední Pujcovna Filmu
- Pays d'origine :   Tchécoslovaquie
- Langue de tournage : Tchèque, Grec
- Format : Noir et blanc — 35 mm — 1,37:1 — Son : Mono
- Métrage : 2 341 mètres
- Genre : Comédie dramatique
- Durée : 82 minutes (1 h 22)
- Dates de sortie :
  -  Tchécoslovaquie : 17 octobre 1969

## Distribution
- Miloš Kopecký : Adolf
- Pavel Landovský : Apostolko
- Hana Lelitová : Jana
- Jiřina Jirásková (cs) : Madame Stenclová
- Ivana Mixová : la cantatrice
- Milivoj Uzelac : le chef d'orchestre